# Mistrzostwa Europy w Wioślarstwie 2011 – dwójka bez sternika kobiet
Dwójka bez sternika kobiet (W2-) – konkurencja rozgrywana podczas 71. Mistrzostw Europy w Wioślarstwie w bułgarskim Płowdiw, w dniach 16-18 sierpnia 2011 r. W zmaganiach udział wzięło 8 osad. Zwyciężczyniami zostały rumunki Camelia Lupascu i Nicoleta Albu.

## Wyniki

### Legenda
| Q - awans do półfinału/finału A R - awans do repasażów | FB - awans do finału B |

### Eliminacje
Wyścig 1
| Poz. | Zawodnik                                | Narodowość | Rezultat | Uwagi |
| ---- | --------------------------------------- | ---------- | -------- | ----- |
| 1    | Camelia Lupascu Nicoleta Albu           | Rumunia    | 7:31,800 | Q     |
| 2    | Kristina Bonczewa Luiza-Marija Rusinowa | Bułgaria   | 7:36,450 | R     |
| 3    | Nadja Drygalla Ulrike Sennewald         | Niemcy     | 7:41,390 | R     |
| 4    | Veronika Karlsson Carin Andersson       | Szwecja    | 7:54,230 | R     |

Wyścig 2
| Poz. | Zawodnik                             | Narodowość | Rezultat | Uwagi |
| ---- | ------------------------------------ | ---------- | -------- | ----- |
| 1    | Julija Biczyk Natalla Helach         | Białoruś   | 7:28,850 | Q     |
| 2    | Claudia Wurzel Sara Bertolasi        | Włochy     | 7:29,040 | R     |
| 3    | Anastasija Prodan Hanna Krawczenko   | Ukraina    | 7:53,720 | R     |
| 4    | Kassiani Spyridou Andreanna Spyridou | Grecja     | 8:05,430 | R     |

### Repasaże
| Poz. | Zawodnik                                | Narodowość | Rezultat | Uwagi |
| ---- | --------------------------------------- | ---------- | -------- | ----- |
| 1    | Nadja Drygalla Ulrike Sennewald         | Niemcy     | 7:36,130 | Q     |
| 2    | Claudia Wurzel Sara Bertolasi           | Włochy     | 7:38:490 | Q     |
| 3    | Kristina Bonczewa Luiza-Marija Rusinowa | Bułgaria   | 7:40,410 | Q     |
| 4    | Anastasija Prodan Hanna Krawczenko      | Ukraina    | 7:42,240 | Q     |
| 5    | Veronika Karlsson Carin Andersson       | Szwecja    | 7:48,910 | FB    |
| 6    | Kassiani Spyridou Andreanna Spyridou    | Grecja     | 8:05,030 | FB    |

### Finały
Finał B
| Poz. | Zawodnik                             | Narodowość | Rezultat | Uwagi |
| ---- | ------------------------------------ | ---------- | -------- | ----- |
| 1    | Veronika Karlsson Carin Andersson    | Szwecja    | 7:56,180 |       |
| 2    | Kassiani Spyridou Andreanna Spyridou | Grecja     | 8:16,930 |       |

Finał A
| Poz. | Zawodnik                                | Narodowość | Rezultat | Uwagi |
| ---- | --------------------------------------- | ---------- | -------- | ----- |
| 1    | Camelia Lupascu Nicoleta Albu           | Rumunia    | 7:29,220 |       |
| 2    | Julija Biczyk Natalla Helach            | Białoruś   | 7:31,500 |       |
| 3    | Claudia Wurzel Sara Bertolasi           | Włochy     | 7:37,790 |       |
| 4    | Nadja Drygalla Ulrike Sennewald         | Niemcy     | 7:41,730 |       |
| 5    | Anastasija Prodan Hanna Krawczenko      | Ukraina    | 7:46,800 |       |
| 6    | Kristina Bonczewa Luiza-Marija Rusinowa | Bułgaria   | 7:47,990 |       |